# Hyla avivoca
Hyla avivoca е вид жаба от семейство Дървесници (Hylidae). Видът не е застрашен от изчезване.

## Разпространение
Разпространен е в САЩ (Алабама, Арканзас, Джорджия, Илинойс, Кентъки, Луизиана, Мисисипи, Оклахома, Тенеси и Флорида).

## Описание
Популацията на вида е стабилна.